# Johann Köler

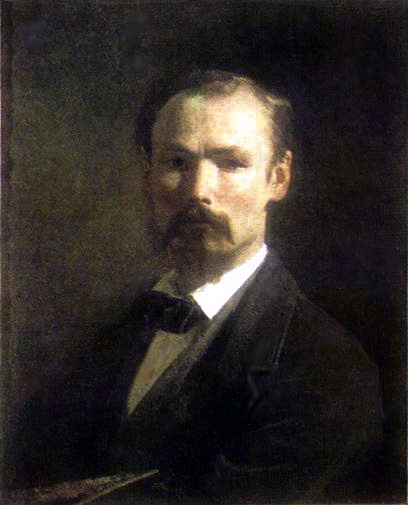
Johann Köler: Selbstbildnis (1859)

Johann Köler (* 8. März 1826 in Vastsemõisa, heute Gemeinde Suure-Jaani, Gouvernement Livland, heute Estland; † 22. April 1899 in Sankt Petersburg) war ein estnischer Maler. Er gilt als der erste professionelle estnische Kunstmaler.

## Leben und Werk
Johann Köler wurde als siebtes Kind in eine bäuerliche Familie geboren. Trotz der Armut der Eltern ließen sie dem Jungen die bestmögliche Ausbildung zukommen. Er besuchte zunächst die Grundschule, dann die Kreisschule in Viljandi. Danach ging er in der Werkstatt des Malermeisters Faber in Cēsis (Livland) in die Lehre.
1846 zog Köler als Schildmaler nach Sankt Petersburg, wo bald sein Talent entdeckt wurde. Von 1848 bis 1855 studierte Johan Köler an der Petersburger Kunstakademie zunächst Zeichnen, später Malkunst. Für seine Abschlussarbeit, ein mythologisches Ölgemälde um Herakles und den Kerberos, wurde ihm die Kleine Goldmedaille verliehen.
Ab 1857 vervollständigte Köler seine Fähigkeiten im Ausland. Er ging zunächst über Berlin nach Paris, später wieder nach Deutschland, in die Niederlande und nach Belgien. 1858 reiste er über die Alpen nach Mailand, Genf, Florenz und Rom. Dort arbeitete er in einer Privatakademie und widmete sich der Aquarelltechnik. 1859 stellte er in Rom seine Komposition Christus am Kreuz vor und wurde Mitglied der „Colonna“, der deutschen Künstlervereinigung Roms, von der er zahlreiche Impulse erhielt.
1861 erreichte Köler ein Ruf der Petersburger Kunstakademie. Im folgenden Jahr kehrte er nach Sankt Petersburg zurück. Von 1862 bis 1874 war er Lehrer der Großfürstin Maria Aleksandrowna, der Tochter Zar Alexanders II. 1869/70 arbeitete er als Dozent an der Petersburger Kunstakademie. 1867 wurde ihm für ein Porträt des Staatskanzlers Gortschakow der Titel eines Professors für Geschichts- und Porträtmalerei verliehen.
Von 1886 bis 1889 war Johan Köler in Wien, Nizza und Paris tätig. Er zeichnete sich vor allem durch seine gekonnten Porträts aus, beeindruckte aber auch durch seine Landschaftsmalereien. Einige seiner besten Bilder schildern das estnische Landleben in der zweiten Hälfte des 19. Jahrhunderts.

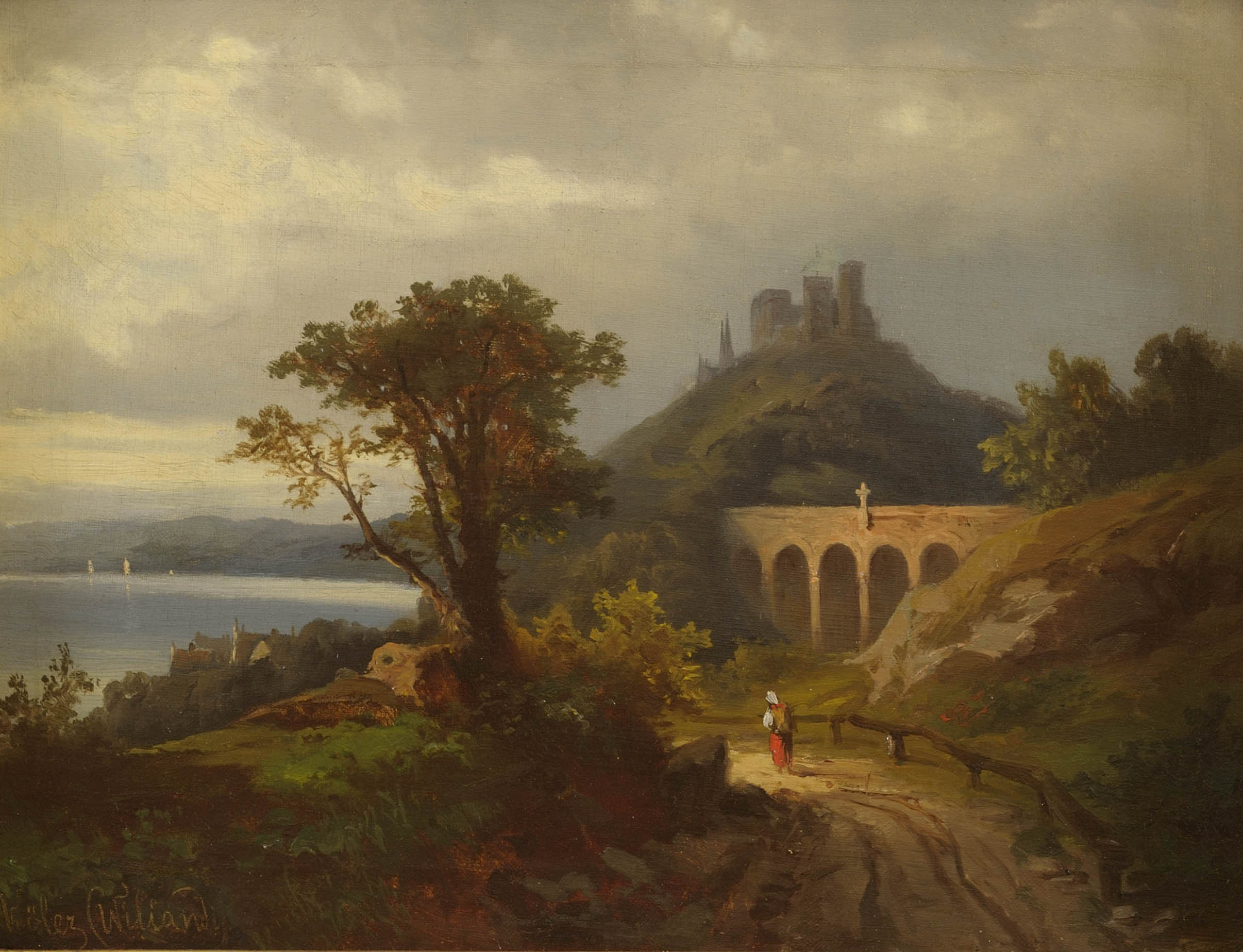
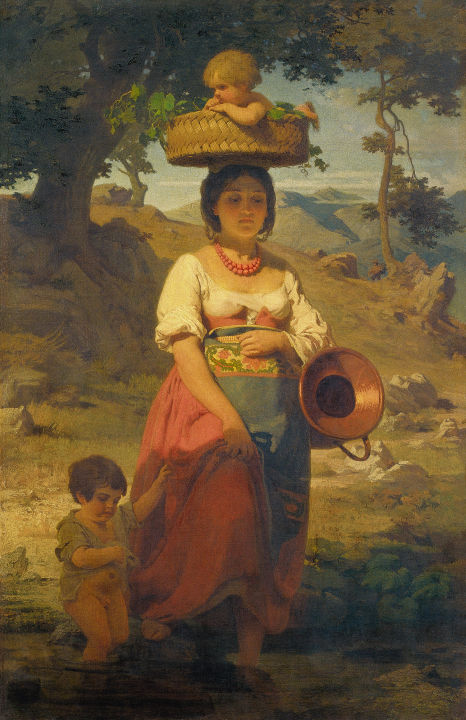
Italienische Frau mit Kindern am Fluss, 1862
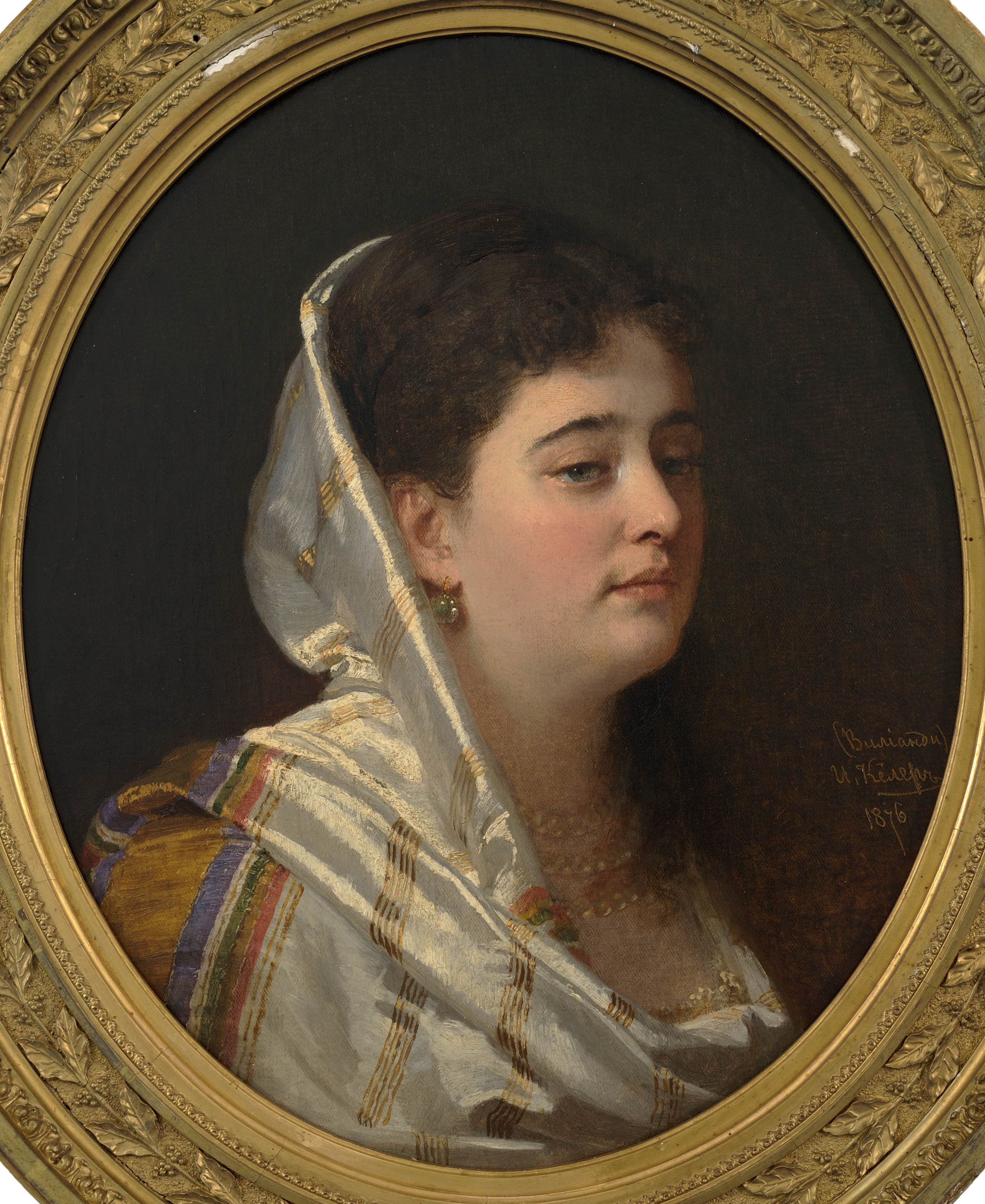
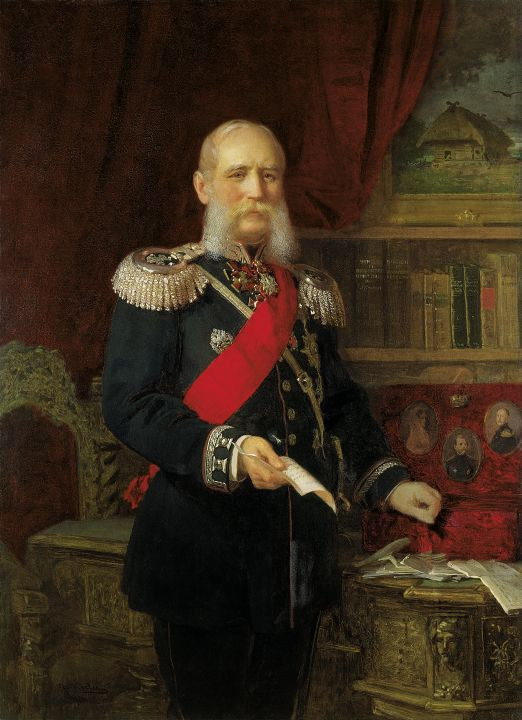
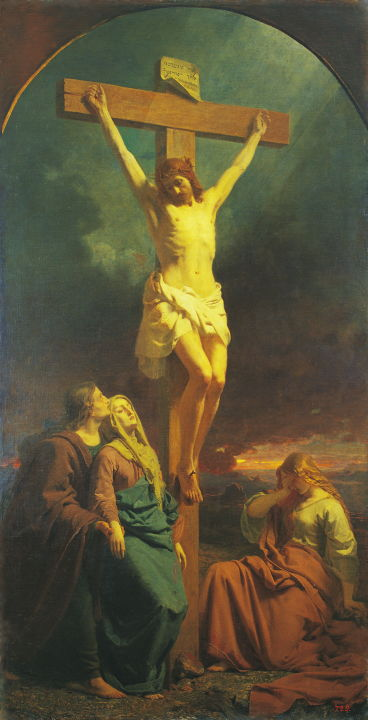
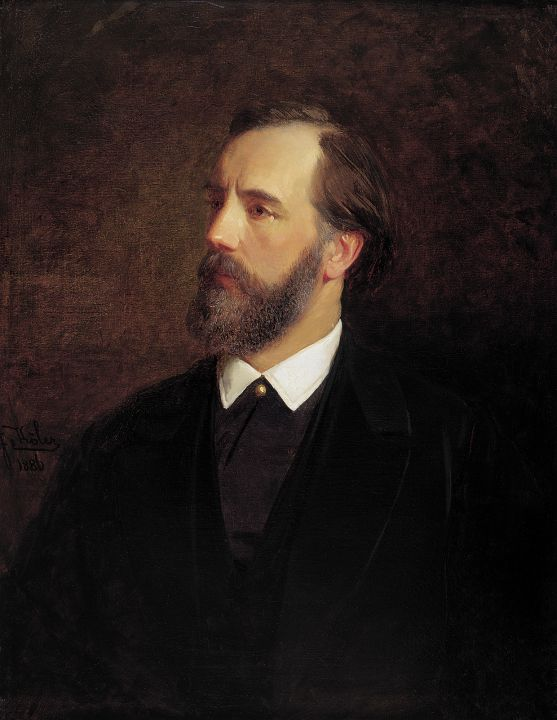
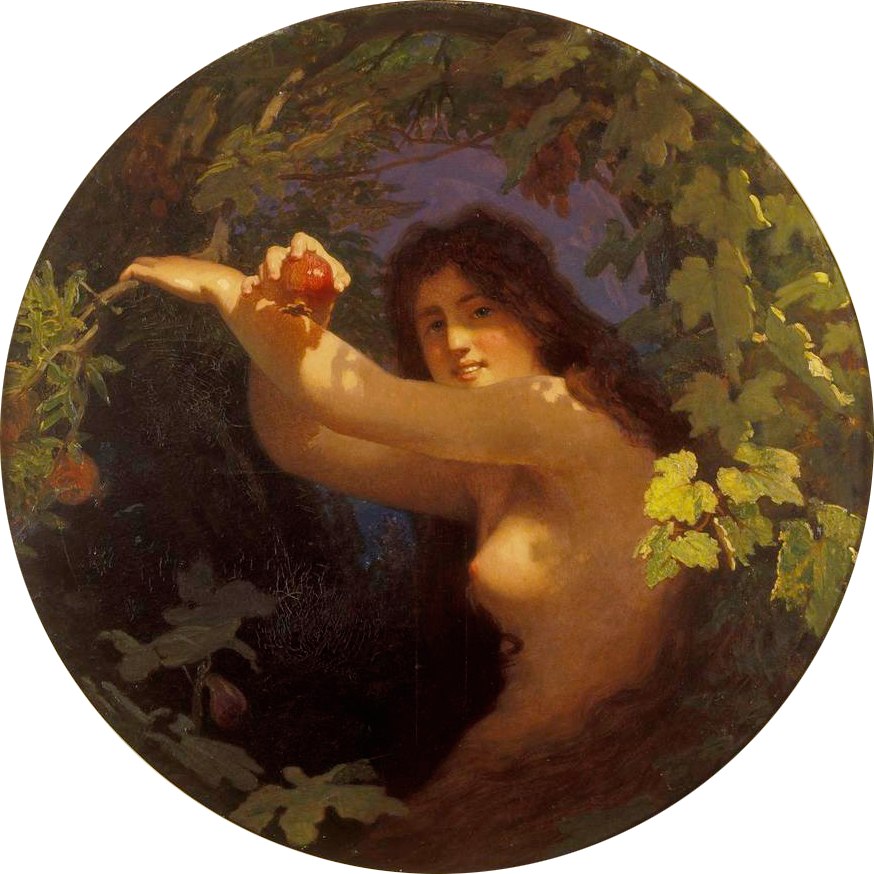
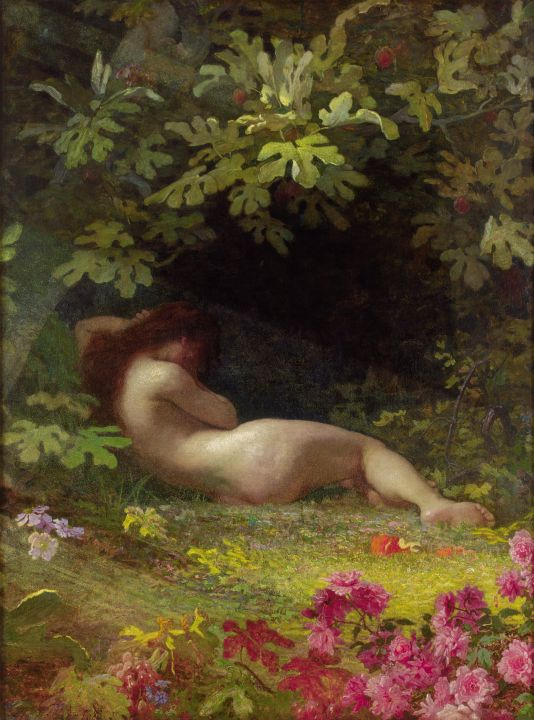

## Nationales Erwachen der Esten
Johann Köler verstand sich bewusst als Maler estnischer Herkunft. Ab 1863 nahm er in Sankt Petersburg an intellektuellen Diskussionen und in estnisch gesinnten Zirkeln am nationalen Erwachen der Esten teil. Dort schloss er auch Freundschaft mit dem Publizisten Carl Robert Jakobson, einem der Vordenker des estnischen Souveränitätsgedankens.
Von 1891 bis 1893 war Köler Präsident des Estnischen Literatenvereins (Eesti Kirjameeste Selts). Danach zog er sich mehr und mehr aus dem öffentlichen Leben zurück. Johann Köler liegt heute auf dem Friedhof von Suure-Jaani begraben.

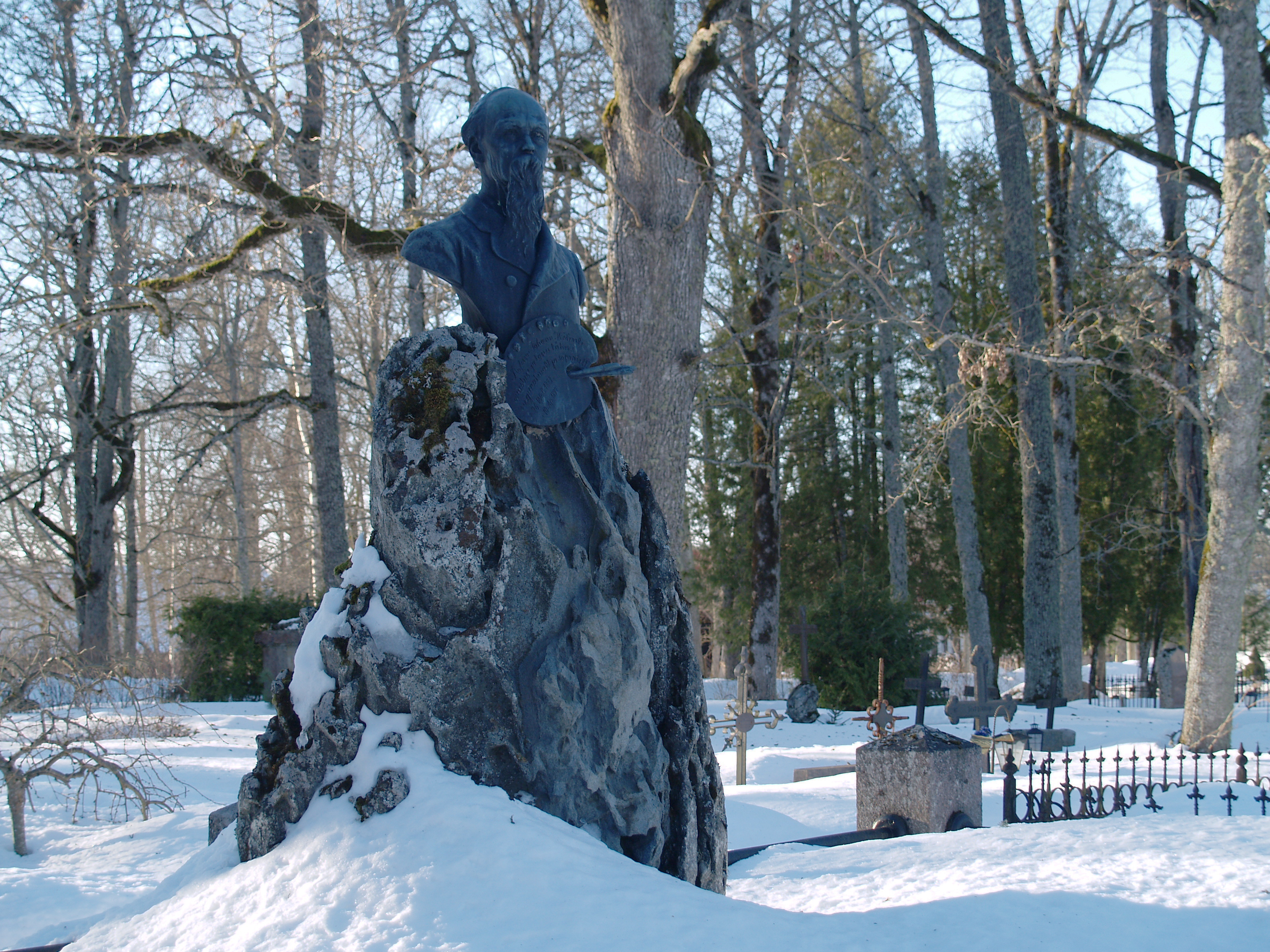

## Nachwirkungen
1976 wurde auf dem Stadtplatz von Viljandi ein Denkmal für Johann Köler eingeweiht.